# Dynamo atmosferyczne
Dynamo atmosferyczne to naturalny proces powstawania pola elektrycznego w atmosferze ziemskiej.

## Mechanizm
Ruch obrotowy Ziemi powoduje cykliczne nagrzewanie jej atmosfery. Wywołuje to silne wieloskalowe pionowe ruchy konwekcyjne. Makroskopowe pionowe przesunięcia mas atmosfery powodowane są również przez atmosferyczne pływy grawitacyjne spowodowane oddziaływaniem Księżyca i Słońca. Ruch częściowo zjonizowanego powietrza odbywa się w kierunku prostopadłym do kierunku ziemskiego pola magnetycznego. W efekcie w atmosferze powstaje pole elektryczne o natężeniu
{\displaystyle {\vec {E}}={\vec {v}}\times {\vec {B}},}
gdzie:
{\displaystyle v} – prędkość ruchu mas powietrza,
{\displaystyle B} – indukcja ziemskiego pola magnetycznego.

## Przepływy prądów
W jonosferze, w której występuje plazma wytworzona przez promieniowanie nadfioletowe Słońca, wytworzone pole elektryczne wywołuje przepływ prądu elektrycznego w atmosferze. Przepływy są źródłem dodatkowego pola magnetycznego, które nakłada się na pole geomagnetyczne powodując jego wahania, tzw. zmiany dobowe. Prąd ten występuje na średnich szerokościach geograficznych.
Dynamo atmosferyczne jest odpowiedzialne również za powstawanie równikowe prądu strumieniowego płynącego wzdłuż równika geomagnetycznego Ziemi.
Pozostałe dwa prądy strumieniowe występują w obszarze owali zorzowych (północnego i południowego). Przyczyną ich powstawania nie jest dynamo atmosferyczne tylko gwałtowne zmiany natężenia wiatru słonecznego, które powodują równie gwałtowne zmiany ziemskiej magnetosfery. Zmiany te wywołują silne przepływy powodujące efekty świetne widziane jako zorze polarne. Dodatkowe przepływy prądu w magnetosferze są powodowane zmniejszeniem odległości magnetopauzy podczas początkowej fazy burzy magnetycznej.